# Gonghang-dong
Gonghang-dong là một dong, phường của Gangseo-gu ở Seoul, Hàn Quốc. Tên gọi gonghang có nghĩa là "sân bay", đó là do sân bay Gimpo (김포공항, phát âm tiếng Hàn Quốc: [kimpʰo ɡoŋhaŋ]) nằm trong khu vực này.
Trụ sở chính của Korean Air, Korean Airport Service, Ltd. và Air Total Service được đặt tại Gonghang-dong.
Ngoài ra, trụ sở cũ của Ủy ban Điều tra Tai nạn Hàng không và Đường sắt (ARAIB) cũng nằm ở Gonghang-dong. Cơ sở này từng là trụ sở cơ quan tiền nhiệm của Ủy ban Điều tra Tai nạn Hàng không Hàn Quốc. Trụ sở của cơ quan ARAIB hiện tại đặt ở thành phố Sejong.